# Pitch Perfect: Bumper in Berlin
 Pitch Perfect: Bumper in Berlin es una serie de televisión de comedia estadounidense desarrollada por Megan Amram y Elizabeth Banks basada en personajes creados por Kay Cannon.Es una serie de televisión derivada de la serie de películas Pitch Perfect.La serie se estrenó en Peacock el 23 de noviembre de 2022.En enero de 2023, la serie se renovó para una segunda temporada.En septiembre de 2023, Peacock decidió no ordenar con la segunda temporada debido a la huelga SAG-AFTRA de 2023 y la huelga del Sindicato de Guionistas de Estados Unidos de 2023.

## Reparto

### Principales
- Adam DeVine como Bumper Allen
- Sarah Hyland como Heidi, asistente de Pieter que también es una compositora secreta. Ella es estadounidense, pero era una mocosa del ejército.
- Jameela Jamil como Gisela, exmiembro de DSM y exnovia de Pieter.
- Lera Abova como DJ Das Boot / Thea, hermana de Pieter que es una famosa DJ y productora musical de Berlín.
- Flula Borg como Pieter Krämer, exmiembro de Das Sound Machine (DSM) y gerente de música. DSM fue disolto después de un escándalo público de sincronización de labios.

### Recurrentes
- Katharina Thalbach como Ursula, matrona del alberguez

## Producción
El 21 de septiembre de 2021, Peacock dio una orden directa a la serie para reiniciar la serie de películas Pitch Perfect. La serie fue creada por Megan Amram, quien produjo junto a Elizabeth Banks, Max Handelman, Paul Brooks, Scott Neimeyer y Adam DeVine. DeVine protagonizó, repitiendo su papel de la serie de películas. Brownstone Productions, Gold Circle Films y Universal Television participaron en la producción de la serie.El 25 de enero de 2022, Flula Borg se unió al elenco principal para repetir su papel de Pitch Perfect 2.El 10 de febrero de 2022, se informó de que Todd Strauss-Schulson dirigiría los dos primeros episodios de la serie y produciría el piloto.El 4 de marzo de 2022, Sarah Hyland, Jameela Jamil y Lera Abova fueron elegidas como habituales de la serie.Los expertos a capella Deke Sharon y Ed Boyer regresaron para organizar y producir las actuaciones a capella.El 9 de enero de 2023, Peacock renovó la serie para una segunda temporada.El rodaje de la serie comenzó en marzo de 2022 en Berlín durante la pandemia de COVID-19.
El 21 de septiembre de 2023, la segunda temporada de Pitch Perfect: Bumper en Berlín fue cancelada debido a la huelga SAG-AFTRA de 2023 y a la huelga del Sindicato de Guionistas de Estados Unidos de 2023.

## Lanzamiento
La serie se estrenó en Peacock el 23 de noviembre de 2022.La serie se puede ver por el canal W Network en Canadá y a través del complemento Stack TV con Prime Video.

## Episodios
| N.º en serie | N.º en temp. | Título                                                       | Dirigido por          | Escrito por                                        | Fecha de emisión original |
| ------------ | ------------ | ------------------------------------------------------------ | --------------------- | -------------------------------------------------- | ------------------------- |
| 1            | 1            | «A Face in Need of a Slap»                                   | Todd Strauss-Schulson | Teleplay por: Megan Amram Historia de: Megan Amram | 23 de noviembre de 2022   |
| 2            | 2            | «The Feeling That Your One Window of Opportunity Is Closing» | Todd Strauss-Schulson | Sono Patel & Rajat Suresh & Jeremy Levick          | 23 de noviembre de 2022   |
| 3            | 3            | «To Make Something Worse While Trying to Make It Better»     | Richie Keen           | Noah Garfinkel                                     | 23 de noviembre de 2022   |
| 4            | 4            | «The Feeling of Yearning for Love and Affection»             | Richie Keen           | Kathleen Chen & Brian Polk                         | 23 de noviembre de 2022   |
| 5            | 5            | «The Mother of All Loneliness»                               | Maureen Bharoocha     | Leah Beckmann                                      | 23 de noviembre de 2022   |
| 6            | 6            | «The Person You Are with at the Moment»                      | Richie Keen           | Kassia Miller                                      | 23 de noviembre de 2022   |

## Banda Sonora
Pitch Perfect: Bumper in Berlin (Music from the Peacock Original Series) es la banda sonora de la serie de televisión del mismo nombre, es un spin-off de la serie de películas Pitch Perfect. El álbum fue lanzado por Universal Music Enterprises el 23 de noviembre de 2022, el mismo día del estreno de la serie, y fue dirigido por el sencillo «Know My Name» lanzado antes del álbum. Se lanzó en Dolby Atmos en Apple Music.

### Antecedentes
La canción «99 Luftballoons x Take On Me» fue interpretada por Adam DeVine, Sarah Hyland y Flula Borg en el desfile anual del Macy's Thanksgiving Day Parade en Nueva York el 24 de noviembre de 2022 (Acción de Gracias).Fue transmitido en vivo por NBC y Peacock el mismo día.
La lista de reproducción oficial de Spotify para Pitch Perfect: Bumper in Berlin consistía en canciones de la banda sonora original, así como canciones de las bandas sonoras de las películas de Pitch Perfect, en particular «Cups» y «Flashlight».

### Recepción de la banda sonora
Los números canciones de la serie recibieron algunos elogios. Alex Maidy de JoBlo.com escribió: «La serie está en su mejor momento cuando ofrece actuaciones musicales a las que Devine lo da todo. Hay algunas mezclas sólidas y canciones originales».Escribiendo para /Film, Barry Levitt dijo: «La música es lo que hace que Pitch Perfect sea tan memorable, y las canciones de Bumper in Berlin son bastante buenas, incluso si palidecen en comparación. La apertura de «Kings & Queens» es probablemente el número más impresionante, pero las interpretaciones de «Barbie Girl» y «Valerie» también son bastante divertidas. También hay un riff-off, que es la gloria culminante de la película, y aunque es divertido, es tan aleatorio que te hace anhelar las películas. Afortunadamente, todos aquí pueden cantar, y las actuaciones individuales impresionan regularmente. Una gran parte de la trama tiene que ver con una canción original, que es completamente innotable. Todos en el programa están actuando como si fuera de Shakespeare en calidad, pero francamente es bastante olvidable, y palidece en comparación con «Flashlight», la canción original de Pitch Perfect 2.Shannon O'Connor de The Daily Beast criticó la música, diciendo: «Pitch Perfect no es nada sin buena música. Incluso cuando la historia de la película no era genial, al menos se inspiraron momentos de capella. Lamentablemente, con Bumper en Berlín, las opciones de canciones son tan poco inspiradas como la historia».Ani Bundel de Elite Daily dijo que la banda sonora de la serie que recuerda la «vieja magia de la primera película».

### Lista de canciones
| N.º | Título | Productor(es) | Duración |  |
| 1.  | «Kings & Queens»                                                                                                | Adam DeVine   | 1:34     |  |
| 2.  | «It Wasn't Me»                                                                                                  | DeVine        | 1:22     |  |
| 3.  | «Know My Name (Bumper Version)»                                                                                 | DeVine        | 2:52     |  |
| 4.  | «It Must Have Been Love»                                                                                        | DeVine        | 1:08     |  |
| 5.  | «99 Luftballons x Take On Me (Bumper Version)»                                                                  | DeVine        | 0:36     |  |
| 6.  | «Sing When I Want To»                                                                                           | Jameela Jamil | 1:44     |  |
| 7.  | «Sweet Child o' Mine»                                                                                           | DeVine        | 1:09     |  |
| 8.  | «Riff Off Medley» (Rock You Like a Hurricane/Milkshake/Du hast/My Prerogative/Major Tom/As Long As You Love Me) | Devine        | 1:21     |  |
| 9.  | «Where You Are»                                                                                                 | DeVine        | 1:01     |  |
| 10. | «Barbie Girl»                                                                                                   | DeVine        | 1:25     |  |
| 11. | «Know My Name (Piano Version)»                                                                                  | DeVine        | 1:01     |  |
| 12. | «Valerie» | DeVine        | 0:57     |  |
| 13. | «99 Luftballons x Take On Me (Gisela Version)»                                                                  | Jamil         | 1:02     |  |
| 14. | «Message in a Bottle»                                                                                           | DeVine        | 1:04     |  |
| 15. | «Know My Name x Where You Are (Mashup)»                                                                         | DeVine        | 1:32     |  |
| 16. | «99 Luftballons x Take On Me (Thanksgiving Day Parade Version)»                                                 | DeVine        | 1:13     |  |

## Recepción de la serie de televisión
El sitio web agregador de reseñas Rotten Tomatoes informó de una calificación de aprobación del 46 % con una calificación promedio de 6/10, basada en 13 reseñas críticas. El consenso de los críticos del sitio web dice: «Este improbable spin-off tiene una cantidad sorprendente de corazón, pero Bumper in Berlin solo puede mantener su delgada premisa durante tanto tiempo antes de que todo el concepto se desvíe de la trena». Metacritic, que utiliza un promedio ponderado, asignó una puntuación de 46 sobre 100 basada en 5 críticos, lo que indica «críticas mixtas o promedio».